# Dynastie de Beaufour
Dynastie de Beaufour (née le 25 juin 2013 à Beaufour-Druval) est une jument de robe baie inscrite au stud-book du Selle français, élevée par Éric Levallois. 
Elle est montée en saut d'obstacles par la cavalière canadienne Beth Underhill et la jeune française Nina Mallevaey.

## Histoire
Dynastie de Beaufour naît le 25 juin 2013 au haras de Beaufour situé à Beaufour-Druval dans le département du Calvados, en Normandie (France), l'élevage d'Éric Levallois,. 
Elle se qualifie pour les finales nationales des jeunes chevaux de saut d'obstacles à 4, 5 et 6 ans. Elle est débourrée et entraînée au saut d'obstacles à quatre ans par Madeline Lefebvre, puis à cinq ans par Fabien Robillard qui participe avec elle à la Grande semaine de Fontainebleau, avant de rejoindre les écuries de Thomas Rousseau quand elle a six ans
.  Elle est alors vendue à 50 % à Michel Lescanne, qui la confie à son fils Romain
. Éric Levallois en reste copropriétaire jusqu'à la fin de l'année 2022.
Elle est alors montée par Romain Lescanne, qui l'amène au niveau de compétition 1,45 m. Ses propriétaires décident de la confier à Valentin Besnard afin qu'elle continue de progresser,. Dynastie devient peu à peu la jument de tête de Valentin Besnard, qui l'amène au niveau des concours de saut internationaux 4 étoiles (CSI4*).
En avril 2023, elle est vendue aux sponsors de la cavalière canadienne Beth Underhill, Tara et Mark Rein. Beth Underhill a alors retrouvé le haut niveau des compétitions de saut d'obstacles depuis un an. Romain Lescanne se déclare ravi de savoir son cheval vendu à la Canadienne, qu'il décrit comme « très bonne cavalière »,. 
À partir d'avril 2024, Dynastie de Beaufour est aussi montée par Nina Mallevaey.

## Description

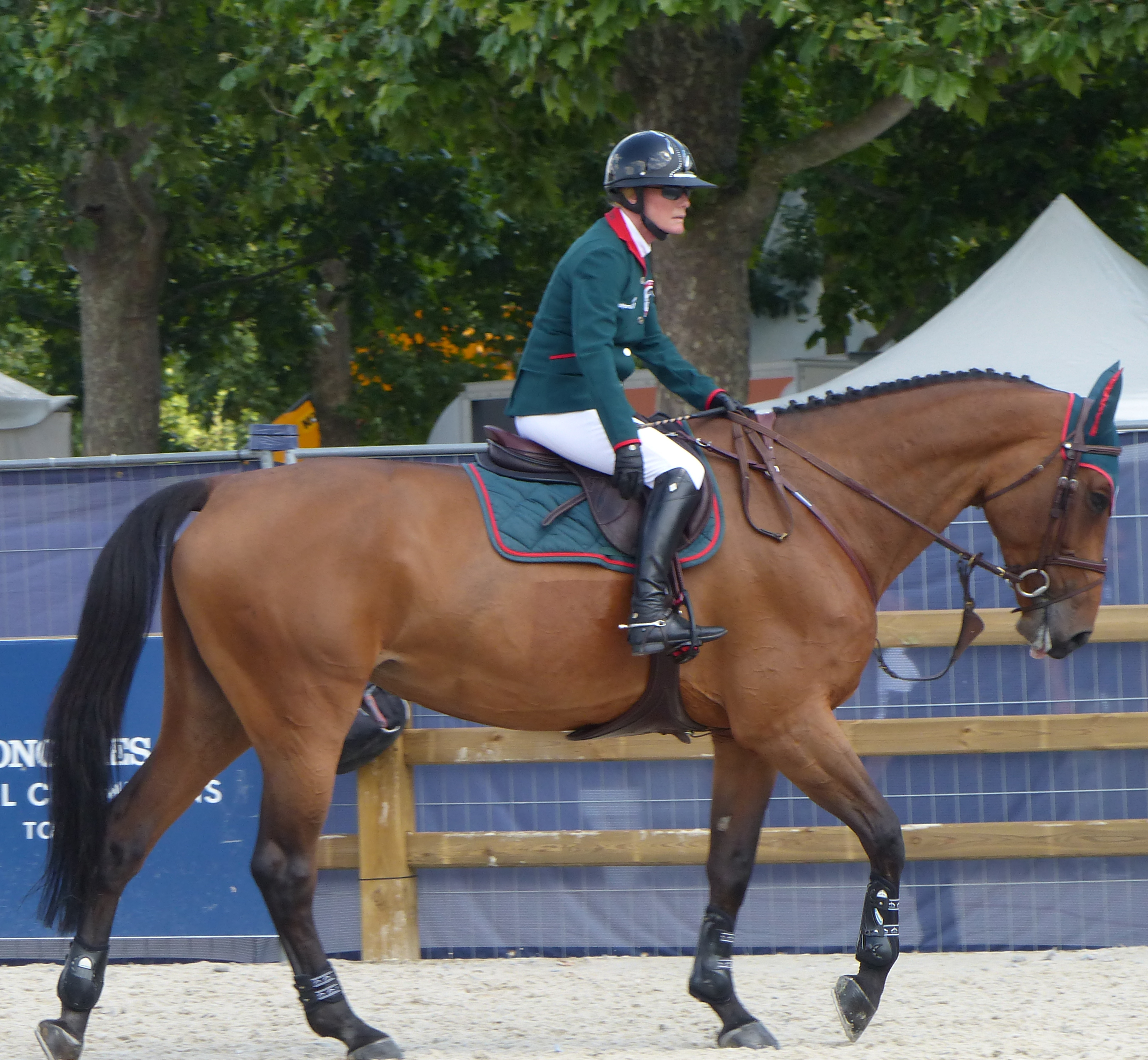
Dynastie de Beaufour montée par Beth Underhill au Paris Eiffel Jumping de 2023.

Dynastie de Beaufour est une jument de robe baie, inscrite au stud-book du Selle français. Elle mesure 1,70 m,.
Valentin Besnard lui décrit « un mental hors-norme » et ne lui trouve aucun défaut, Dynastie étant une jument que rien ne perturbe.

## Palmarès
Elle atteint un indice de saut d'obstacles (ISO) de 160 en 2023.
- novembre 2022 : 2edu Grand Prix 4* de Rouen, avec Valentin Besnard[9] ;
- février 2023 : 3e du Grand Prix 4* de Vejer de la Frontera, avec Valentin Besnard[6].

## Origines
Dynastie de Beaufour est une fille de l'étalon Selle français Diamant de Semilly, et d'une jument Selle italien, Sophia di San Giovanni, par Cassini I,. Elle compte 35 % d'ancêtres Pur-sang selon le calcul de l'Institut français du cheval et de l'équitation.

## Descendance
Dynastie de Beaufour a donné deux pouliches en France en 2021 et 2022, Sissy de Beaufour Z une pouliche Zangersheide née en 2021, et Mynastie de Beaufour une Selle français née en 2022.